# Virginia (nombre)
Virginia es un nombre propio femenino de origen latino. Relativamente popular en Europa; es también muy popular en EE. UU. a partir de la creación del estado de Virginia. Sus variantes masculinas son: Virginio y Virgilio, Algunos diminutivos comunes son: 'Vir, Virgi. Su significado: Proviene de virgo, virginis o virginalis y significa doncella, virginal o virgen.

## Historia
Los romanos distinguían en las etapas de la vida de la mujer primero a la infans, infantis (igual para niño que para niña; es lo que llamamos "bebé"; in-fanes significa "que no habla"). Seguía la puella, la niña (femenino de puer = niño). La etapa siguiente era la de virgo (gen. virginis), que era la mocita no casada; y al casarse recibía el tratamiento de "matrona". El significado de Virginia es, pues, el de chica joven, en la flor de la edad, antes de casarse. La condición de "mujer no casada", que vino a ser el significado real durante muchos siglos de virginem (virgen), tuvo una gran importancia social. Algunos servicios públicos (antiguamente vinculados a los templos), como el mantenimiento del fuego, eran encomendados a vírgenes, es decir a mujeres que renunciaban al matrimonio para dedicarse a estos ministerios sagrados, que gozaban por otra parte de un extraordinario prestigio social.

### El sacrificio de Virginia
Existe una hermosa y dramática leyenda centrada en el personaje de Virginia, que data de hacia el 449 antes de Cristo. Este relato fue narrado por Tito Livio y ya en la Edad Media lo versionaría Chaucer en sus Cuentos de Canterbury.

### Virginia en la antigua Roma
Virginia era una joven plebeya, hija de Virginio, centurión del ejército romano, y prometida de Lucio Icilio, antiguo tribuno de la plebe. Era Virginia de una belleza fuera de lo común, por lo que se encaprichó de ella un magistrado de más alto nivel, el decemviro Apio Claudio, quien no pudiendo obtenerla por su voluntad, quiso hacerlo contra la voluntad de la joven. Recurrió a la aplicación estricta de la legalidad vigente, en virtud de la cual, siendo Virginia hija de una esclava de Marco Claudio, cliente de Apio Claudio, era propiedad de Marco, por lo que este podía vendérsela a quien quisiera o disponer de ella como quisiera. En efecto, presentado el asunto ante el tribunal, este no pudo por menos que reconocer la propiedad de Marco Claudio sobre Virginia: era la ley. El padre, que no estaba dispuesto a consentir semejante afrenta para su hija, que suponía a buen seguro su violación, prefirió matarla hundiéndole la espada en el pecho, quedando muerta allí mismo. Fue tal la indignación y la consternación de la plebe, que se sublevaron contra los decenviros y exigieron su destitución, retirándose entretanto al monte Aventino. Exigieron además que se modificara la ley que permitía estas barbaridades.

### El nombre en Estados Unidos
Se popularizó el nombre de Virginia a raíz de su imposición a uno de los primeros trece Estados de la Unión Norteamericana, precisamente en honor de "la reina virgen" de Inglaterra, que era como se conocía a Isabel I, hija de Enrique VIII y Ana Bolena, que reinó de 1558 a 1603. Se la llamaba así porque nunca aceptó casarse. Ninguna de sus relaciones cuajó en matrimonio. Recibió el nombre de Virginia toda la región de la costa atlántica de América del norte ocupada por los ingleses. Luego se redujo la extensión de este Estado. Si bien la creciente importancia del Estado de Virginia contribuyó a popularizar este nombre, hay que decir que como nombre propio de mujer existía ya desde los primeros tiempos de los romanos. 

### Personajes célebres
- Virginia Woolf, escritora (1882-1941)
- Virginia Brites de la Pasión, monja portuguesa y mística cristiana (1860-1929)
- Virginia Mayo, actriz (1920-2005)
- Virginia Elizabeth Davis (Geena Davis), actriz (1957- )
- Virginia Katherine McMath (Ginger Rogers), bailarina y actriz (1901-1995)
- Virginia Bolten, militante, sindicalista, feminista y anarquista Argentina. (1876-1960)
- Virginia Herrera, diseñadora de interiores de Venezuela. (1997-)
- Virginia Boldrini, organizadora de Eventos, Diseñadora y Decoradora de Interiores de Argentina. (1980-)
- Virginia Limongi, modelo, nutrióloga, reina de belleza ecuatoriana y Miss Ecuador 2018
- Virginia Neva Enríquez,Bailaora Profesional de Danza Flamenca. (2001-)  Rota(Cádiz)

## Santoral
- 15 de diciembre, Santa Virginia Centurione Bracelli. Viuda y fundadora de las Hijas del Refugio del Monte Calvario (Génova).
- 23 de enero, en Chile.

## Variantes en otros idiomas
- Masculino: Virginio, Virgilio.
- Diminutivo: Virginita, Virginilla, Virgi, Virgin, Viryi.

| Variante(s)        | Idioma(s)          |
| ------------------ | ------------------ |
| Virginia, Virgilia | Español, Inglés    |
| Virxinia           | Asturiano, Gallego |
| Virginia           | Italiano           |
| Virginie           | Francés            |
| Virgínia           | Portugués          |